# ویلرزبرگ (اوهایو)
ویلرزبرگ (به انگلیسی: Wheelersburg) یک منطقهٔ مسکونی در ایالات متحده آمریکا است که در شهرستان سیوتو، اوهایو واقع شده‌است. ویلرزبرگ ۱۵٫۳ کیلومتر مربع مساحت و ۶٬۴۳۷ نفر جمعیت دارد و ۱۶۹ متر بالاتر از سطح دریا واقع شده‌است.